# Historique des trous noirs
Pour les articles homonymes, voir Trou noir (homonymie).
Pour un article plus général, voir Trou noir.
Cet historique des trous noirs traite de la partie historique relative à la découverte et la compréhension des trous noirs.

## XVIIIesiècle: idées newtoniennes de trou noir
L'histoire des trous noirs est directement liée à la question de savoir si la lumière a une masse, ou, en d'autres termes, si la lumière peut être influencée par la gravité comme une particule de matière. Au XVIIe siècle, la nature de la lumière est controversée. Selon Newton, elle est de nature corpusculaire, alors que pour Huygens, elle est de nature ondulatoire, dépourvue de masse. La finitude de la vitesse de la lumière étant connue, ainsi que la notion de vitesse de libération (vitesse limite à partir de laquelle un objet se libère de la gravité d'un corps), on est conduit, dans le cas d'une lumière corpusculaire, éventuellement dotée d'une masse, à concevoir un corps si massif que la vitesse de libération serait supérieure à la vitesse de la lumière. Dans ce contexte, les trous noirs peuvent être considérés comme un exemple typique de paradoxe où conduit une théorie poussée à sa limite.
En effet, en 1783, le révérend John Michell, géologue et astronome amateur anglais, expose dans un article envoyé à la Royal Society le concept d'un corps si massif que même la lumière ne pourrait s'en échapper. Il écrit alors dans son article : « Si le demi-diamètre d'une sphère de la même densité que le Soleil et qui excéderait celui du soleil d'une proportion de 500 à 1, un corps tombant depuis une hauteur infinie vers elle aurait acquis à sa surface une vitesse plus grande que celle de la lumière. En conséquence, supposant que la lumière est attirée par la même force en proportion de sa « vis inertiae » (masse d'inertie), comme les autres corps, toute lumière émise depuis ce corps reviendrait sur elle-même par sa propre gravité. »
Il expliquait que bien que ces corps soient invisibles, ils devaient provoquer des effets gravitationnels décelables : « S’il arrivait que quelque autre corps lumineux tourne autour d’eux, des mouvements de ces corps tournants, nous pourrions peut-être encore déduire l’existence du corps central avec quelque degré de probabilité; cela pourrait aussi bien nous apporter une indication concernant quelques-unes des irrégularités des corps tournants, qui ne serait pas aisément explicable par aucune autre hypothèse. »
La thèse de Michell  très abstraite ne reçoit alors aucun écho.
Il faut attendre 1796 pour que le marquis Pierre-Simon de Laplace, mathématicien, philosophe et astronome passionné par la mécanique céleste et la gravitation redécouvre cette idée. Il écrivait dans son livre Exposition du Système du Monde : « Un astre lumineux, de la même densité que la Terre, et dont le diamètre serait 250 fois plus grand que le Soleil, ne permettrait, en vertu de son attraction, à aucun de ses rayons de parvenir jusqu'à nous. Il est dès lors possible que les plus grands corps lumineux de l'univers puissent, par cette cause, être invisibles. »
Il présente sa thèse devant l'auditoire de l'Académie des sciences, mais les physiciens restent sceptiques sur les chances d'existence d'un tel objet. Ainsi nait le concept du trou noir mais la démonstration mathématique de Laplace semble fantaisiste aux yeux des astronomes. En outre, les expériences de Young et de Fresnel conduisent les physiciens à rejeter la nature corpusculaire de la lumière dans la première moitié du XIXe.
Laplace cesse de faire figurer cette notion de trou noir à partir de la troisième édition de son livre Exposition du système du Monde en 1808.
Le trou noir retombe donc dans l'obscurité durant plus d'un siècle. Il réapparait au XXe siècle, lorsque Albert Einstein publie sa théorie de la relativité générale.

## Première moitié duXXesiècle: émergence de l'idée de trou noir en relativité générale
En 1915, Albert Einstein publie une nouvelle théorie de la gravitation, la relativité générale. Dans cette théorie, la gravitation s'identifie à des propriétés de l'espace, dont la structure est modifiée par la présence de matière. L'espace n'est plus une entité absolue, mais une structure souple déformée par la matière. L'écoulement du temps est également affecté par la présence de matière.
La complexité des équations de la relativité générale était telle qu'Einstein lui-même était sceptique quant à la possibilité que l'on puisse en trouver des solutions exactes. Cependant, quelques mois à peine après la publication de sa théorie, le physicien allemand Karl Schwarzschild trouve une solution de cette équation décrivant le champ gravitationnel extérieur d'une distribution de masse à symétrie sphérique. Cependant, cette solution peut être (au moins formellement) étendue même en l'absence de matière. Il existe toujours un champ gravitationnel se comportant de façon similaire à celui de la gravitation universelle, mais au centre l'endroit où se trouvait la distribution de matière apparaît ce qui est aujourd'hui appelé une singularité gravitationnelle, où le champ gravitationnel devient infini[réf. nécessaire]. Cette configuration, aujourd'hui connue pour décrire un trou noir, était considérée comme non physique par Einstein. Elle comportait également une zone entourant la singularité gravitationnelle où certaines quantités décrivant le champ gravitationnel n'étaient plus définies (les coordonnées spatio-temporelles devenant physiquement incohérentes sous le rayon de Schwarzschild. Dès 1921, les physiciens Paul Painlevé et Allvar Gullstrand auraient donné indépendamment une interprétation de la cette région[réf. nécessaire] en utilisant une nouvelle solution, les coordonnées de Painlevé-Gullstrand : il s'agit d'un horizon des événements, dont il n'est possible de quitter l'intérieur une fois que l'on y a pénétré.
À la fin des années 1920, le physicien indien Subrahmanyan Chandrasekhar montre qu'au-delà d'une certaine masse (appelée depuis limite de Chandrasekhar) un objet astrophysique qui n'est pas le siège de réactions nucléaires (une naine blanche) s'effondre sur lui-même sous l'effet de sa propre gravité, car aucune force ne peut contrarier l'effet de la gravitation. Le résultat de cet effondrement n'est pas décrit avec précision par Chandrasekhar, mais correspond à un trou noir. Arthur Eddington, convaincu que quelque chose arrête inévitablement cet effondrement, s'oppose vivement aux arguments de Chandrasekhar lors d'une controverse restée célèbre (voir Masse maximale des naines blanches et la controverse avec Eddington). En fait, on sait aujourd'hui que l'effondrement d'une naine blanche donne naissance à une supernova de type Ia, mais le raisonnement de Chandrasekhar est par contre valable pour une étoile à neutrons, dont l'existence n'était pas avérée à l'époque de ces travaux.
En 1939, après que l'existence des étoiles à neutrons eut été prédite par Fritz Zwicky, Robert Oppenheimer et Hartland Snyder calculent qu'il existe une masse maximale aux étoiles à neutrons, au-delà de laquelle elles s'effondrent sous l'effet de leur gravité. Cette même année, Albert Einstein publie un article dans lequel il montre que la « singularité de Schwarzschild » n'a pour lui aucun sens physique. Il écrit :
« Le résultat essentiel de cet article est la claire compréhension de pourquoi les « singularités de Schwarzschild » n'existent pas dans la réalité physique. Bien que la théorie présentée ici ne traite que de concentrations de particules qui suivent des trajectoires circulaires, cela ne semble pas être déraisonnable de penser que des cas plus généraux donneront des résultats analogues. La « singularité de Schwarzschild » n'existe pas pour la raison que la matière ne peut pas être concentrée arbitrairement. Et cela est dû au fait qu'autrement les particules la constituant atteindraient la vitesse de la lumière. » Ces considérations seront par la suite réfutées à la fin des années 1960 par un ensemble de travaux auquel les noms de Stephen Hawking et de Roger Penrose sont fortement associés, les théorèmes sur les singularités.
La signification physique du rayon de Schwarzschild et de la zone intérieure ne pourra être mieux comprise qu'avec la découverte d'autres solutions exactes (métrique de Lemaître en 1938, métrique de Kruskal-Szekeres en 1960) des équations d'Einstein ; mais c'est David Finkelstein qui, en 1958, explicitera la signification physique de cette zone à l'aide des coordonnées d'Eddington-Finkelstein.

## Seconde moitié duXXesiècle: la théorie des trous noirs prend forme
L'intérêt pour les trous noirs reprend à la fin des années 1950 lors de ce qui s'est appelé l'âge d'or de la relativité générale.
Le mathématicien néo-zélandais Roy Kerr trouve en 1963 une solution décrivant un trou noir en rotation (dit trou noir de Kerr), dont l'effet est d'entraîner l'espace environnant dans son mouvement de rotation.
La découverte des pulsars (forme observable des étoiles à neutrons) en 1967 puis du premier candidat trou noir (Cygnus X-1) en 1971 font entrer les trous noirs dans le champ de l'astronomie. Le terme de trou noir est proposé par John Wheeler en 1967. Le terme d'« étoile noire » (utilisé dans un des premiers épisodes de la série Star Trek) était également utilisé à l'époque. Le terme tarde à s'imposer dans certains pays. En France, le terme de « trou noir » ne provoque guère d'enthousiasme en raison de sa connotation sexuelle douteuse. Le terme d'« astre occlus » lui est un temps préféré, en hommage à Laplace. Le terme anglais entre finalement dans l'histoire et est traduit mot pour mot dans toutes les langues.
Depuis la fin du XXe siècle, les observations de systèmes astrophysiques qui sont considérés comme contenant un trou noir s'accumulent. Dans notre galaxie, on découvre plusieurs  microquasars : SS 433, GRS 1915+105, GRO J1655-40, 1A 0620-00, etc. Une vingtaine de systèmes binaires sont connus à ce jour contenant un trou noir stellaire. Leur existence est principalement déduite grâce à la possibilité, dans une étoile binaire de déterminer les masses des deux composantes. Si l'une de ces masses dépasse la limite d'Oppenheimer-Volkoff qui fixe la masse maximale d'une étoile à neutrons, alors que l'objet est invisible, celui-ci est considéré comme un trou noir.

## Début duXXIesiècle: détections de trous noirs
Alors que depuis 1992 ou 1993 les détecteurs LIGO et Virgo ont été mis en construction, il faut attendre 2015 pour que des trous noirs soient observés par le biais de leurs ondes gravitationnelles : GW150914. Les observations sont conformes aux calculs faits par les ordinateurs à partir des équations d'Einstein pour des cas de  trous noirs binaires.

## Dates importantes

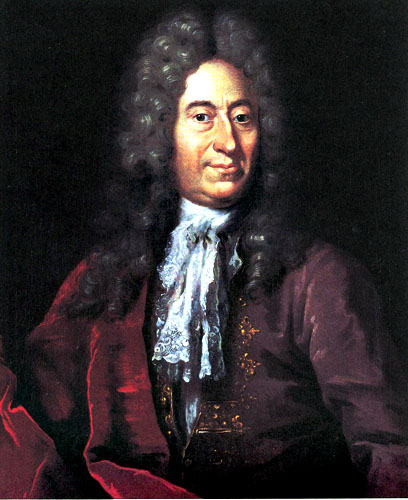
Portrait d'Ole Rømer par Jacob Coning (vers 1700).

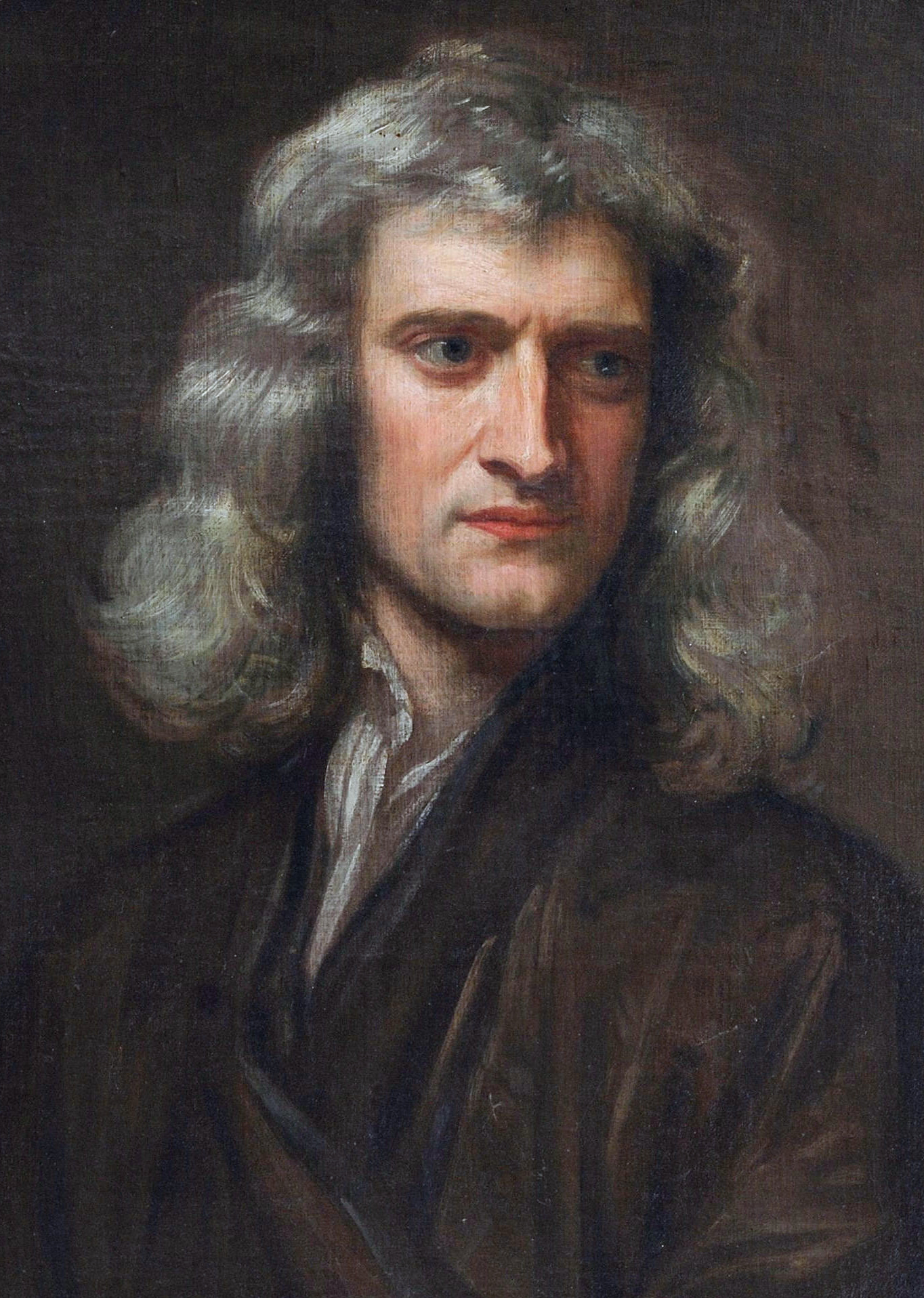
Portrait d'Isaac Newton par Godfrey Kneller (1689).

### XVIIesiècle
- 1676 : Ole Rømer montre pour la première fois que la lumière se propage à une vitesse finie[7].

### XVIIIesiècle
- 1728 : publication, à Londres, du Treatise of the System of the World, édition en anglais des Principia d'Isaac Newton dans laquelle apparaît, pour la première fois, l'expérience de pensée dite du canon de Newton qui met en évidence les vitesses limites aujourd'hui connues comme la vitesse de satellisation minimale et la vitesse de libération[8].
- 1783 : dans le cadre de la théorie corpusculaire de la lumière, John Michell énonce la première notion de trou noir newtonien (appelées « Étoiles foncées ») (en se servant des lois de Newton de la gravitation). Cependant, l'intervention de Michell en 1784, abstraite et très théorique, devant l'auditoire de la Royal Society of Cambridge, resta sans réponse[1].
- 1794-1796 : indépendamment de Michell, Pierre-Simon de Laplace propose la notion de « corps obscur » qui apparaît dans les deux premières éditions de son Exposition du Système du Monde[2], aussi appelée « astre obscur »[3].

### XIXesiècle
- 1810 : l'impossibilité, pour la lumière, de s'échapper d'une étoile de grande taille est mentionnée par François Arago dans une communication à l'Académie des Sciences en 1810, qui ne sera publiée qu'en 1853[9].
- 1854 : publication posthume du tome premier de l'Astronomie populaire de François Arago qui utilise l'expression trou noir pour décrire l'anneau de la nébuleuse de la Lyre[10],[11].
- 1868 : dans Les Enfants du capitaine Grant, Jules Verne emploie l'expression trou noir pour décrire une région du ciel austral particulièrement dénuée d'étoiles[12]. Dans l'édition anglaise de 1876, trou noir est traduit par black hole[13].

### XXesiècle
Années 1910
- 1915 : Albert Einstein publie, pour la première fois, l'équation du champ, équation fondamentale de la relativité générale[14].
- 1916 : Karl Schwarzschild trouve la première solution exacte à l'équation d'Einstein. Sa solution, connue comme la métrique de Schwarzschild, comporte deux singularités : l'une en {\displaystyle r=0} et l'autre en {\displaystyle r=2GM/c^{2}}. Elle permet de décrire un trou noir, connue comme le trou noir de Schwarzschild de masse quelconque, de charge électrique nulle et de moment cinétique nul[15].
- 1916-1918 : Hans Reissner et Gunnar Nordström trouvent la solution exacte à l'équation d'Einstein décrivant un trou noir possédant une charge électrique, par la suite appelé trou noir de Reissner-Nordström[16],[17].
- 1917 : Johannes Droste obtient la même solution que Karl Schwarzschild[18],[19].

Années 1920
- 1923 : George Birkhoff prouve que la métrique de Schwarzschild est une solution exacte de l'équation du champ[20].
- 1924 : Arthur Eddington propose un système de coordonnées, aujourd'hui connues comme les coordonnées d'Eddington-Finkelstein, qui met en évidence que la singularité en {\displaystyle r=2GM/c^{2}} de la métrique de Schwarzschild est une singularité de coordonnées[21].

Années 1930
- 1930 : Subrahmanyan Chandrasekhar calcule la masse maximale d'une naine blanche : la limite de Chandrasekhar. Elle vaut 1,44 fois la masse solaire, soit 3 × 1030 kg. Au-delà, l'objet ne peut supporter son propre poids[22],[23].
- 1932 : Georges Lemaître propose un système de coordonnées, aujourd'hui connues comme les coordonnées de Lemaître qui confirme que la singularité en {\displaystyle r=2GM/c^{2}} de la métrique de Schwarzschild est une singularité de coordonnées[24].
- 1939 :
  - les physiciens américains Robert Oppenheimer et Hartland Snyder découvrent une solution à l'équation d'Einstein décrivant l'effondrement gravitationnel d'une étoile massive et démontrant l'existence des singularités gravitationnelles, concluant : « Quand toutes les sources d'énergies thermonucléaires seront épuisées, une étoile suffisamment massive s'effondrera »[25] ;
  - à la suite de Richard Tolman[26], Robert Oppenheimer et George Volkoff établissent la limite d'Oppenheimer-Volkoff (environ égale à trois masses solaires) à partir de laquelle une étoile à neutron s'effondre devient un trou noir[27].
  - Albert Einstein publie un article dans lequel il affirme que la « singularité de Schwarzschild » n'a aucun sens physique[5].

Années 1950
- 1950 :  John Synge publie l'extension analytique maximale de la métrique de Schwarzschild[28].
- 1958 : David Finkelstein identifie la surface de Schwarzschild à un horizon absolu : l'horizon des événements[29].

Années 1960
- 1960 : Martin Kruskal redécouvre les résultats de John Synge[30].
- 1963 : Roy Kerr découvre une solution des équations d'Einstein pour décrire les trous en rotation : les trous noirs de Kerr[31].
- 1964 : la journaliste américaine Ann E. Ewing utilise l'expression black hole dans un compte-rendu d'une réunion de l'American Association for the Advancement of Science publiée dans la Science News Letter du 18 janvier 1964[32].
- 1965 : Ezra Ted Newman découvre une solution pour décrire les trous noirs en rotation et de charge électrique non nulle[33] : les trous noirs de Kerr-Newman.
- 1965-1970 : À partir de la relativité générale, Roger Penrose et Stephen Hawking montrent qu'il doit y avoir à l'intérieur d'un trou noir une singularité de densité infinie ainsi qu'une courbure de l'espace-temps infinie. D'autres chercheurs émettent alors l'idée qu'un tel phénomène est impossible, ce qui signifie que des effets inconnus se produisent avant la création d'un trou noir, au point de rendre son existence hypothétique.
- 1966 : Iakov Zeldovitch et Igor Novikov ont l'idée de rechercher des trous noirs dans des systèmes binaires.
- 1967 :
  - John Wheeler invente l'expression « trou noir » ;
  - Werner Israël démontre le théorème de calvitie.
- 1969 :
  - Roger Penrose propose l'hypothèse de la censure cosmique et le processus de Penrose[34] ;
  - Stephen Hawking démontre que la surface d'un trou noir ne peut qu'augmenter.

Années 1970
- 1970 :
  - James Bardeen souligne que la présence d'accrétion de gaz dans une étoile binaire indique probablement que les trous noirs typiques tournent très rapidement ;
  - Stephen Hawking et Roger Penrose montrent les théorèmes sur les singularités relatifs aux trous noirs ;
  - Mise en orbite du premier télescope à rayons X, nommé Uhuru ;
  - Martin Kruskal et George Szekeres découvrent indépendamment le système de coordonnées de Kruskal-Szekeres pour décrire la métrique de Schwarzschild.
- 1971 :
  - l'existence des trous noirs dans l'univers se matérialise avec les observations du système Cygnus X-1 ;
  - Stephen Hawking montre que les trous noirs primordiaux (les plus petits) ont pu se former lors du Big Bang[35] ;
  - Donald Lynden-Bell et Martin Rees prédisent  l'existence d'un trou noir supermassif au centre même de la Voie lactée[36],[37].
- 1972 :
  - Jacob Bekenstein émet l'hypothèse que la surface de l'horizon est une mesure de son entropie. Hawking est farouchement opposé à cette théorie ;
  - Brandon Carter, Stephen Hawking et James M. Bardeen proposent les quatre lois de la thermodynamique des trous noirs ;
  - Iakov Zeldovitch prédit la superradiance, un effet analogue aux processus de Penrose, mais en termes d'ondes et non de particules ;
  - Richard H. Price effectue les premières simulations numériques d'un effondrement gravitationnel ;
  - Kip Thorne propose la conjecture du cerceau[38].
- 1973 : William Press et Saul Teukolsky prouvent que les vibrations d'un trou noir en rotation sont stables et s'amortissent au cours du temps.
- 1974 :
  - Hawking montre que tous les trous noirs rayonnent : c'est l'évaporation des trous noirs, ou rayonnement de Hawking. Peu après, il s'accorde avec la théorie émise par Bekenstein en 1972 (voir Entropie des trous noirs), selon laquelle les trous noirs portent une entropie[réf. souhaitée].
  - Russell Alan Hulse et Joseph Hooton Taylor découvrent le premier pulsar binaire, dont l'existence assure que deux étoiles à neutrons ou deux trous noirs peuvent finir par entrer en collision pour former un trou noir plus grand[réf. souhaitée].
- 1975 : Chandrasekhar et Stephen Detweiler mettent au point une description mathématique des perturbations des trous noirs appelées modes quasi-normaux[réf. souhaitée].

Années 1980
Années 1990
- 1993 : Leonard Susskind propose la conjecture de la complémentarité des trous noirs[39].
- 1994 :
  - découverte de jets supraluminiques dans le domaine radio dans notre galaxie, près de l'objet GRS 1915+105. Ces jets sont la version réduite des jets observés dans les quasars, et sont la conséquence de matière tombant sur un trou noir (ici un trou noir stellaire)[réf. souhaitée] ;
  - découverte d'un autre système avec des jets potentiellement supraluminiques : GRO J1655-40 (mais sa distance est sujette à controverse)[réf. souhaitée].

### XXIesiècle
Années 2000
- 2002 : le télescope spatial INTEGRAL, mis en orbite au mois d'octobre, doit observer attentivement le domaine spectral des rayons X, à la recherche de trous noirs de grande taille[40].
- 2004 : Stephen Hawking avoue qu'il pense s'être trompé à propos du paradoxe de l'information des trous noirs : au bout d'un temps incommensurablement long, les trous noirs finissent par libérer l'information qu'ils ont emprisonnée[réf. souhaitée].
- 2009 : détection, dans la galaxie ESO 243-49, de HLX-1, considéré comme un trou noir intermédiaire[41].

Années 2010
- 2012 :
  - première preuve visuelle de l'existence des trous-noirs. L'équipe de Suvi Gezari de l'université Johns Hopkins, utilisant le télescope hawaïen Pan-STARRS 1, publie les images d'un trou noir supermassif à 2,7 millions d'années lumière en train d'aspirer une géante rouge[42] ;
  - Joseph Polchinski propose la conjecture du mur de feu[43].
- 2014 : Stephen Hawking propose de redéfinir le trou noir en substituant à l'horizon absolu qu'est l'horizon des événements un horizon apparent[44],[45],[46].
- 2015 : première détection de trous noirs par le biais de leurs ondes gravitationnelles (GW150914).
- 2019 : un trou noir est imagé pour la première fois : M87*, le trou noir supermassif au centre de la galaxie géante M87[47].

Années 2020
- 2022 : un second trou noir est imagé : Sagittarius A*, le trou noir supermassif au centre de la Voie lactée.

### Sources primaires
A
- (en) Almheiri Ahmed, Donald Marolf, Joseph Polchinski et James Sully, « Black holes: complementarity or firewalls? », Journal of High Energy Physics,‎ 11 février 2013 (DOI 10.1007/JHEP02(2013)062, arXiv 1207.3123)
- François Arago, « Mémoire sur la vitesse de la lumière, lu à la première Classe de l'Institut, le 10 décembre 1810 », Comptes rendus hebdomadaires des séances de l'Académie des sciences, vol. 36,‎ 1853, p. 38-49 (lire en ligne, consulté le 6 août 2014)
- François Arago (Jean-Augustin Barral (éd.)), Astronomie populaire : œuvre posthume, vol. 1, Paris et Leipzig, Gide et T. O. Weigel, 1854 (BNF 30024347), p. 509 (lire en ligne) : « William Herschel classait parmi les curiosités du firmament une nébuleuse inscrite sous le no 57 dans l'ancien catalogue de la Connaissance des temps. Pour être justes, hâtons-nous d'ajouter que Messier et Méchain, avec leurs faibles lunettes, n'avaient ni aperçu aucune étoile dans la nébulosité, ni discerné sa forme réelle. Cette nébuleuse (fig. 118) est, au fond, un anneau d'étoiles un peu elliptique. Elle est située entre β et γ de la Lyre ; elle a été découverte en 1779, à Toulouse, par Darquier. On y voit au centre un tour noir ou du moins faiblement éclairé. Les deux axes sont dans le rapport 83 à 100. Le trou obscur occupe la moitié environ du diamètre de la nébuleuse »

B
- (en) George D. Birkhoff, Relativity and Modern Physics, Cambridge, Harvard University Press, 1923

C
- (en) Subrahmanyan Chandrasekhar, « The Density of White Dwarf Stars », Philosophical Magazine, 7e série, vol. 11, no suppl.,‎ février 1931, p. 592-596, reproduit dans Journal of Astrophysics and Astronomy, vol. 15, no 2, juillet 1994, p. 105-109
- (en) Subrahmanyan Chandrasekhar, « The Maximum Mass of Ideal White Dwarfs », The Astrophysical Journal, vol. 74,‎ juillet 1931, p. 81-82 (DOI 10.1086/143324, Bibcode 1931ApJ....74...81C, lire en ligne [gif], consulté le 7 août 2014)

D
- (en) Johannes Droste, « The field of a single centre in Einstein's theory of gravitation, and the motion of a particle in that field », Proceedings of the Royal Netherlands Academy of Arts and Science, vol. 19, no 1,‎ 1917, p. 197-215 (Bibcode 1917KNAB...19..197D)

E
- (en) Arthur S. Eddington, « A Comparison of Whitehead's and Einstein's Formulæ », Nature, vol. 113, no 2832,‎ février 1924, p. 192- (DOI 10.1038/113192a0, Bibcode 1924Natur.113..192E)
- (de) Albert Einstein, « Die Feldgleichungen der Gravitation », Sitzungsberichte der Preussischen Akademie der Wissenschaften zu Berlin,‎ 1915, p. 844-847 (Bibcode 1915SPAW.......844E)
- (en) Albert Einstein, « On a stationary system with spherical symmetry consisting of many gravitating masses », Annals of Mathematics, vol. 40,‎ 1939, p. 922-936 (lire en ligne)

F
- (en) Sean A. Farrell, Natalie A. Webb, Didier Barret, Olivier Godet et Joana M. Rodrigues, « An intermediate-mass black hole of over 500 solar masses in the galaxy ESO 243-49 », Nature, vol. 460,‎ 2 juillet 2009, p. 73-75 (DOI 10.1038/nature08083)
- (en) David R. Finkelstein, « Past-Future Asymmetry of the Gravitational Field of a Point Particle », Physical Review, vol. 110, no 4,‎ 1958, p. 965-967 (DOI 10.1103/PhysRev.110.965, Bibcode 1958PhRv..110..965F)

H
- Hartland S. Snyder : voir J. Robert Oppenheimer
- (en) Stephen W. Hawking, « Gravitationally collapsed objects of very low mass », Monthly Notices of the Royal Astronomical Society, vol. 152, no 1,‎ 1971, p. 75-78 (Bibcode 1971MNRAS.152...75H)
- (en) Stephen W. Hawking, « Information Preservation and Weather Forecasting for Black Holes », arXiv,‎ 22 janvier 2014 (arXiv 1401.5761)

J
- Janis Allen : voir Ezra Newman

K
- (en) Roy P. Kerr, « Gravitational field of a spinning mass as an example of algebraically special metrics », Physical Review Letters, vol. 11,‎ 1963, p. 237-238 (DOI 10.1103/PhysRevLett.11.237, Bibcode 1963PhRvL..11..237K)
- (en) Martin D. Kruskal, « Maximal extension of Schwarzschild metric », Physical Review, vol. 119, no 5,‎ 1960, p. 1743-1745 (DOI 10.1103/PhysRev.119.17, Bibcode 1960PhRv..119.1743K)

L
- Pierre-Simon Laplace, Exposition du système du monde, vol. 2, Paris, Cercle social, 1796 (BNF 32348400)
- (en) Georges Lemaître, « L'Univers en expansion », Annales de la Société scientifique de Bruxelles, vol. A53,‎ 1933, p. 51-85 (Bibcode 1933ASSB...53...51L)
- (en) Donald Lynden-Bell et Martin J. Rees, « On Quasars, Dust and the Galactic Centre », Monthly Notices of the Royal Astronomical Society, vol. 152,‎ 1971, p. 461-475 (Bibcode 1971MNRAS.152..461L)

M
- Donald Marolf : voir Almheiri Ahmed
- (en) John Michell, « Rev. J. Michell, B. D. F. R. S. In a Letter to Henry Cavendish, Esq. F. R. S. and A. S. On the Means of Discovering the Distance, Magnitude, &c. of the Fixed Stars, in Consequence of the Diminution of the Velocity of Their Light, in Case Such a Diminution Should be Found to Take Place in any of Them, and Such Other Data Should be Procured from Observations, as Would be Farther Necessary for That Purpose. », Philosophical Transactions of the Royal Society of London, vol. 74,‎ 1784, p. 35-57 ([« http://www.journals.royalsoc.ac.uk/link.asp?id=g833134462w3213p »(Archive.org • Wikiwix • Archive.is • Google • Que faire ?) url link])  (ISSN 0261-0523)

N
- (en) Ezra Newman et Allen Janis, « Note on the Kerr Spinning-Particle Metric », Journal of Mathematical Physics, vol. 6, no 6,‎ 1965, p. 915-917 (DOI 10.1063/1.1704350, Bibcode 1965JMP.....6..915N)
- (en) Isaac Newton, Treatise of the System of the World, Londres, 1728
- (en) Gunnar Nordström, « On the Energy of the Gravitational Field in Einstein's Theory », Verhandl. der Koninklijke Nederlandse Akademie van Wetenschappen, Afdel. Natuurk., vol. 26,‎ 1918, p. 1201-1208

O
- (en) J. Robert Oppenheimer et Hartland S. Snyder, « On Continued Gravitational Contraction », Physical Review, vol. 56, no 5,‎ septembre 1939, p. 455-459 (DOI 10.1103/PhysRev.56.455, Bibcode 1939PhRv...56..455O)
- (en) J. Robert Oppenheimer et George M. Volkoff, « On Massive Neutron Cores », Physical Review, vol. 55, no 4,,‎ 15 février 1939, p. 374-381 (DOI 10.1103/PhysRev.55.374, Bibcode 1939PhRv...55..374O)

P
- (en) Roger Penrose, « Gravitational collapse : the role of general relativity », Rivista del Nuovo Cimento, vol. 1,‎ 1969, p. 252-2761969 (Bibcode NCimR...1..252P)
- Joseph Polchinski : voir Almheiri Ahmed

R
- Martin J. Rees : voir Donald Lynden-Bell
- (de) Hans Reissner, « Über die Eigengravitation des elektrischen Feldes nach der Einsteinschen Theorie », Annalen der Physik, vol. 50,‎ 1916, p. 106-120 (DOI 10.1002/andp.19163550905, Bibcode 1916AnP...355..106R)
- Ole C. Rømer, « Démonstration touchant le mouvement de la lumière trouvé par M. Römer de l'Académie Royale des Sciences », Journal des Sçavans,‎ 1676, p. 233-236 (lire en ligne, consulté le 7 août 2014)

S
- (de) Karl Schwarzschild, « Über das Gravitationsfeld eines Massenpunktes nach der Einsteinschen Theorie », Sitzungsberichte der Königlich Preussischen Akademie der Wissenschaften, vol. 7,‎ 1916, p. 189-196 (Bibcode 1916AbhKP......189S)
- James Sully : voir Almheiri Ahmed
- (en) Leonard Susskind, Làrus Thorlacius et John Uglum, « The Stretched Horizon and Black Hole Complementarity », Physical Review D, vol. 48,‎ 15 octobre 1993, p. 3743-3761 (DOI 10.1103/PhysRevD.48.3743, arXiv hep-th/9306069)
- (en) John L. Synge, « The gravitational field of a particle », Proceedings of the Royal Irish Academy, vol. 53, no 6,‎ 1950, p. 83-114

T
- Làrus Thorlacius : voir Leonard Susskind
- (en) Kip Thorne, « Nonspherical Gravitational Collapse : A Short Review », dans John R. Klauder (dir.), Magic without Magic : John Archibald Wheeler. A collection of essays in honor of his sixtieth birthday, San Francisco, W. H. Freeman, 1972, XII-491 p. (ISBN 0-7167-0337-8, Bibcode 1972mwm..book..231T), p. 231-258
- (en) Richard C. Tolman, « Static Solutions of Einstein's Field Equations for Spheres of Fluid », Physical Review, vol. 55, no 4,‎ 15 février 1939, p. 364-373 (DOI 10.1103/PhysRev.55.364, Bibcode 1939PhRv...55..364T)

U
- John Uglum : voir Leonard Susskind

V
- (en) Jules Verne, A voyage round the world, 1876, p. 290 (lire en ligne)
- George M. Volkoff : voir J. Robert Oppenheimer

### Autres sources
B
- (en) Emma Brown, « Ann E. Ewing dies : science journalist turned nation's eyes to black holes », The Washington Post,‎ 1er août 2010 (lire en ligne, consulté le 6 août 2014)

C
- Jacques Crovisier, « Les Enfants du capitaine Grant (1868), le trou noir de Paganel et le point en mer », sur Laboratoire d'études spatiales et d'instrumentation en astrophysique de l'Observatoire de Paris (consulté le 6 août 2014)

K
- (en) Anne J. Kox, « General Relativity in the Netherlands : 1915-1920 », dans Jean Eisenstaedt et Anne J. Kox (éd.), Studies in the History of General Relativity : based on the proceedings of the 2d International Conference on the History of General Relativity, Luminy, France, 1988, Boston, Bâle et Berlin, Birkhäuser, coll. « Einstein studies » (no 3), 1992, XII-468 p. (ISBN 978-0-8176-3479-7, BNF 37536465), p. 41-42 (lire en ligne)

L
- Pierre Laszlo, « Brève préhistoire littéraire du trou noir », Alliage, no 66,‎ avril 2010, p. 79-83 (lire en ligne, consulté le 6 août 2014)

M
- (en) Zeeya Merali, « Stephen Hawking: There are no black holes », Nature News,‎ 24 janvier 2014 (DOI 10.1038/nature.2014.14583, lire en ligne, consulté le 6 août 2014)

S
- Laurent Sacco, « Fin des trous noirs selon Hawking : l'avis de Jean-Pierre Luminet », Futura-Sciences,‎ 18 février 2014 (lire en ligne, consulté le 7 août 2014)